# Semington
Semington è un villaggio e una parrocchia civile della contea del Wiltshire che si trova a circa 2 miglia a sud di Melksham e circa 3 miglia a nord-est di Trowbridge, Sud Ovest dell'Inghilterra, Regno Unito.

## Geografia

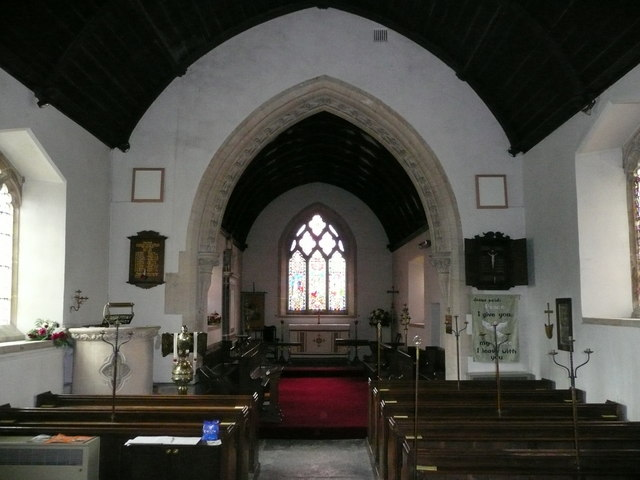
Interno della navata della chiesa di San Giorgio

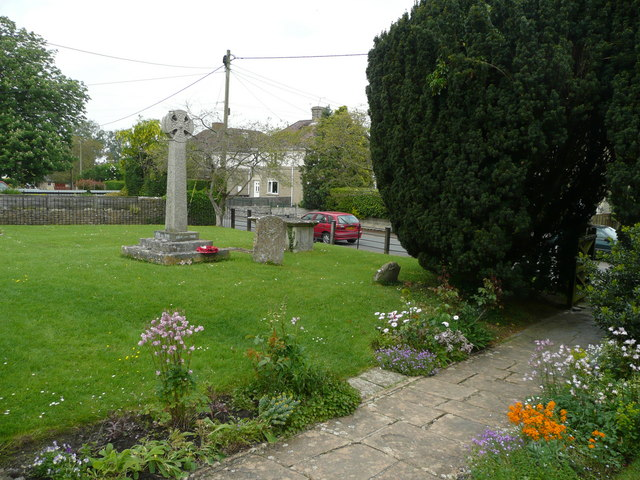
Memoriale di guerra di Semington

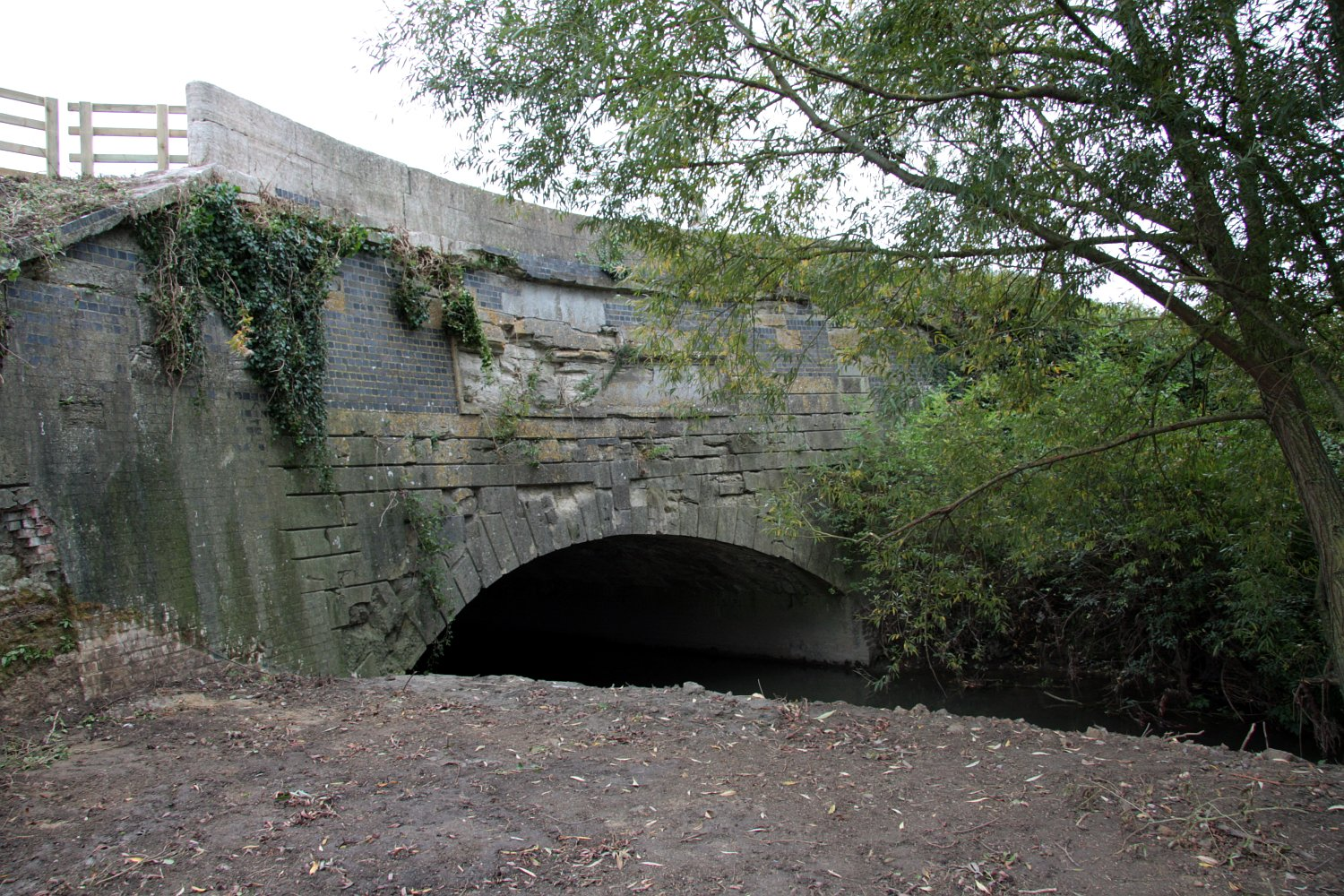
Acquedotto di Semington

Il territorio di Semington si trova nella contea di Wilts, 2 miglia a sud della stazione ferroviaria di Melksham e 3 a nord-est di Trowbridge. Posto nella valle di Semington Brook sulla pianura di Salisbury e si unisce al fiume Avon a Whaddon. Il fiume è stato il confine settentrionale della parrocchia per secoli e ha fatto parte del confine meridionale delle foreste di Chippenham e Melksham che risalgono al 1228. A ovest dell'acquedotto sul canale Kennet e Avon, il ruscello rimane il confine settentrionale mentre a est di questo il confine è ora il canale. Il villaggio, che ha un'estensione limitata, è situato sul canale Kennet ed Avon e su un ramo del fiume Avon. La parrocchia si trova nella valle di Semington Brook, che sorge sulla pianura di Salisbury e si unisce al fiume Avon a Whaddon. Il fiume è stato il confine settentrionale della parrocchia per secoli e ha fatto parte del confine meridionale delle foreste di Chippenham e Melksham che risalgono al 1228. A ovest dell'acquedotto sul canale Kennet ed Avon, il fiume rimane il confine settentrionale mentre a est di questo il confine è il canale. La foresta di Melksham copriva un'area di 33 miglia quadrate che si estendeva da Calne a nord-est fino a Semington a sud-ovest. Il canale Kennet ed Avon fu iniziato nel 1794 per fornire un collegamento navigabile tra Newbury e Bath. La sezione da Foxhangers a Bath, inclusa la costruzione di un molo a Semington e di un acquedotto sul fiume, fu completata nel 1804 e il canale fu aperto per tutta la sua lunghezza nel 1810. Il canale Wilts e Berks, completato nel 1810, iniziava a un incrocio con il Kennet ed Avon a Semington ed era una rotta per Abingdon via Melksham e Swindon. Quando la linea ferroviaria Wilts, Somerset e Weymouth fu aperta nel 1848, il traffico sui canali iniziò a diminuire in modo definitivo. Sebbene la stazione sulla diramazione Devizes-Trowbridge fosse chiamata Semington Halt, la linea della ferrovia è sempre stata a nord della parrocchia. Il percorso è stato dismesso nei tagli di Beeching degli anni sessanta sebbene la linea sia ancora chiaramente visibile in alcune parti del paesaggio. Ci sono numerosi diritti di passaggio nella parrocchia che collegano Semington con altri villaggi e le città vicine. Molte di queste costituiscono reti molto vecchie che un tempo erano importanti e vengono ancora utilizzate principalmente per scopi ricreativi.

## Storia
Nel territorio è documentata la presenza di insediamenti romano-britannici, in particolare vicino a Whaddon, con la scoperta di frammenti di ceramica e pure di insediamenti risalenti all'età del bronzo nei campi adiacenti alla chiesa parrocchiale scoperti da un'indagine archeologica del 2021. Semington viene abitato poi in modo consistente almeno dal XII secolo. La storia antica di Semington è strettamente legata all'antico maniero di Steeple Ashton che un tempo faceva parte del Whorwellsdown Hundred. La terra apparteneva all'abbazia di Romsey prima della dissoluzione quando fu acquisita da Sir Thomas Seymour per poi passare alla Corona nel 1549 quando fu giustiziato per tradimento. Nel 1894, Semington e Littleton, insieme alla vicina Whaddon, furono riunite come una nuova parrocchia civile, con Whaddon successivamente trasferita alla parrocchia di Hilperton. La foresta di Melksham copriva un'area di 33 miglia quadrate e si estendeva da Calne a nord-est fino a Semington a sud-ovest e durante il XIII secolo vi cacciava il re Giovanni. Gli insediamenti intorno a Melksham erano allora costituiti principalmente da piccoli gruppi di fattorie e il villaggio di Semington è ancora circondato da terreni agricoli e alcune delle sue fattorie risalgono al 1500. I grandi campi aperti di Semington furono ampiamente recintati entro la fine del XVI secolo e nel 1813 rimasero solo due piccole aree aperte. Il proprietario terriero più importante di Semington dopo la recinzione fu il duca di Somerset. Pascoli e prati, principalmente utilizzati per l'allevamento di pecore, aumentarono a partire dal tardo Medioevo. Il canale Kennet ed Avon fu iniziato nel 1794 per gestire il trasporto di carbone. Quando la ferrovia  Wilts, Somerset e Weymouth Railway fu aperta nel 1848 il traffico sui canali iniziò a diminuire. La ferrovia poi venne chiusa  negli anni sessanta del XX secolo. Durante la seconda guerra mondiale vennero costruiti numerosi fortini, a partire dal 1940, subito dopo Dunkerque. Queste difese furono costruite lungo le spiagge e attorno alle città in attesa di una temuta invasione tedesca. Tuttavia, quando si comprese che i tedeschi sarebbero stati in grado di manovrare attorno a queste, furono costruite una serie di linee più estese. La linea di arresto blu partiva da Whaddon e seguiva il corso del Semington Brook fino a Semington, girando attorno a un fossato per carri armati che circondava il villaggio prima di estendersi a Reading lungo il canale Kennet ed Avon. Whaddon si trovava all'incrocio delle linee di arresto verde e blu, con la linea di arresto verde che seguiva il fiume Avon in questo punto. Lo scopo principale della linea blu era di ritardare un'avanzata tedesca che raggiungesse le Midlands industriali per guadagnare tempo per le forze mobili che la Gran Bretagna avrebbe potuto radunare per intercettare l'avanzata e per la Royal Navy per tagliare le linee di rifornimento tedesche. Queste linee di arresto erano un concetto sviluppato nella prima guerra mondiale e molti generali anziani, di ritorno dai combattimenti in Francia, ritenevano che fossero obsolete perché uno sfondamento a un certo punto avrebbe reso la linea di arresto inefficace e sostenevano che la difesa in profondità fosse il modo migliore per sconfiggere la guerra di manovra tedesca. Di conseguenza, i piani anti-invasione furono rivisti ma Semington rimase un'importante posizione difensiva che si prevedeva potesse resistere ad almeno 24 ore di combattimento.

## Monumenti e luoghi d'interesse
Nel territorio di Semington sono presenti alcuni edifici e luoghi d'interesse:
- Chiesa di San Giorgio. Si tratta di una chiesa parrocchiale anglicana risalente al XV secolo. Il villaggio faceva parte della parrocchia di Steeple Ashton, sebbene avesse un suo cappellano almeno dal 1370 e probabilmente aveva anche una sua cappella. C'è ancora una pietra con iscrizione probabilmente del XIII secolo nel portico, scolpita in francese antico e richiede preghiere per l'anima di Philippa de Salcest. La cappella fu probabilmente sostituita nel XV e all'inizio del XVI secolo. Nel 1470, il vescovo dovette risolvere una disputa tra il vicario di Steeple Ashton e la gente di Semington, riguardante il costo dei suoi servizi. Ordinò al vicario di assicurarsi che la messa fosse celebrata ogni domenica, da lui stesso o da un cappellano idoneo, e in cambio gli abitanti avrebbero dovuto pagargli venti scellini all'anno, oltre alle decime usuali. La dedicazione della chiesa a San Giorgio è menzionata per la prima volta in questa data. La navata e il portico sono di questo periodo, anche se il presbiterio fu probabilmente costruito qualche anno dopo. Da questo momento Semington probabilmente ebbe i suoi sagrestani e divenne indipendente con la sua parrocchia. La chiesa appartiene alla diocesi di Salisbury e dal 13 novembre 1982 è considerata un monumento classificato di seconda categoria.[6][7][8]
- Memoriale di guerra di Semington. Il monumento è stato edificato nel cimitero della chiesa per commemorare i Caduti durante le due guerre mondiali e dal 7 agosto 2018  è considerato un monumento classificato di seconda categoria.[9]
- Acquedotto di Semington. Dal 13 febbraio 1985 è considerato un monumento classificato di seconda categoria [10]